# Carlos de Bourbon-Duas Sicílias, Duque de Castro
Carlos Maria Bernardo Januário de Bourbon-Duas Sicílias (em francês: Charles Marie Bernard Gennaro de Bourbon des Deux-Siciles) (Saint-Raphaël, Var, 24 de fevereiro de 1963), é príncipe da Casa Real das Duas Sicílias, ostentando o título de duque de Castro. Desde 2008 se autointitula duque da Calábria, como seu primo, o infante Carlos de Bourbon-Duas Sicílias, com quem disputa a chefia da Casa Real das Duas Sicílias.

## Família
Carlos é o segundo filho (único varão) do príncipe Fernando de Bourbon-Duas Sicílias, duque de Castro e da condessa Chantal de Chevron-Villette. Seus avós paternos foram o príncipe Raniero de Bourbon-Duas Sicílias, duque de Castro e a condessa Maria Carolina Zamoyska; e seus avós maternos foram o conde Andrzej Przemysław Zamoyski e a princesa  Maria Carolina de Bourbon-Duas Sicílias.

## Questão dinástica
Em 2008, Carlos sucedeu seu pai como chefe da Casa Real das Duas Sicílias, herdando o título de duque de Castro.
O duque sustenta que o príncipe Carlos de Bourbon-Duas Sicílias, avô do infante Carlos, renunciou aos seus direitos sobre a Casa das Duas Sicílias em 1901, quando se casou com Maria das Mercês de Bourbon, Princesa das Astúrias, irmã do rei Afonso XIII de Espanha e sua herdeira presuntiva. Como possível rei consorte da Espanha, Carlos não poderia permanecer como rei de jure das Duas Sicílias, daí o motivo da renúncia por si e por seus descendentes e a transferência de seus direitos a seu irmão mais novo, o príncipe Raniero de Bourbon-Duas Sicílias.
A questão dinástica se arrasta até os dias atuais pois, enquanto a Espanha reconhece os direitos legítimos dos descendentes de Carlos, as demais Casas Reais da Europa reconhecem como legítimos os descendentes do príncipe Raniero.

## Casamento e filhos
Casou-se em Mônaco, em 31 de outubro de 1998, com Camilla Crociani. O casal tem duas filhas:
- Maria Carolina (2003).
- Maria Clara (2005).

## Nota
- Este artigo foi inicialmente traduzido, total ou parcialmente, do artigo da Wikipédia em inglês cujo título é «Prince Carlo, Duke of Castro», especificamente desta versão.